# Bülach
Bülach je grad u Švicarskoj i grad kantona Züricha.

## Gradske četvrti
- Bülach Kern
- Eschenmosen
- Nussbaumen
- Niderflachs
- Heimgarten

## Vanjske poveznice
- (njem.) Službena stranica